# Saint-Christophe-de-Valains
Saint-Christophe-de-Valains település Franciaországban, Ille-et-Vilaine megyében. Lakosainak száma 230 fő (2022. január 1.). Saint-Christophe-de-Valains Le Tiercent, Saint-Ouen-des-Alleux, Vieux-Vy-sur-Couesnon és Chauvigné községekkel határos.

## Népesség
A település népessége az elmúlt években az alábbi módon változott:
| Lakosok száma | 151  | 107  | 106  | 135  | 222  | 220  | 225  | 235  | 235  | 230  |
|               | 1968 | 1982 | 1990 | 2006 | 2013 | 2015 | 2017 | 2019 | 2020 | 2022 |